# The Final Frontier (Iron Maiden)
The Final Frontier è il quindicesimo album in studio del gruppo musicale britannico Iron Maiden, pubblicato il 16 agosto 2010 dalla EMI.
L'album ha ottenuto un successo immediato, debuttando alla prima posizione in classifica nel Regno Unito (risultato ottenuto con gli album The Number of the Beast, Seventh Son of a Seventh Son e Fear of the Dark), Arabia Saudita, Austria, Brasile, Bulgaria, Canada, Cile, Croazia, Repubblica Ceca, Danimarca, Francia, Germania, Finlandia, Giappone, Italia, Messico, Nuova Zelanda, Norvegia, Portogallo, Spagna, Svezia e Svizzera.

## Descrizione
Il disco è il primo album pubblicato dopo quattro anni da A Matter of Life and Death, ai tempi il maggior lasso di tempo mai intercorso tra l'uscita di due album del gruppo.

## Promozione
L'annuncio della pubblicazione dell'album è stato dato l'8 giugno 2010, e assieme alla copertina e alla data d'uscita, venne pubblicata la canzone El Dorado, primo singolo (distribuito poi in edizione limitata come promo CD) estratto dal disco, scaricabile gratuitamente in formato MP3 fino al 21 giugno dello stesso anno; il brano ha in seguito vinto il Grammy Award alla miglior interpretazione metal nel 2010.
The Final Frontier è stato pubblicato in edizione standard su CD e LP e anche in edizione limitata denominata Mission Edition, costituita da una custodia metallica contenente (oltre al disco e al booklet) anche un codice presente sul retro della custodia che permette di scaricare il videoclip della title track e il videogioco Mission 2: Rescue and Revenge. Inoltre, in Grecia venne pubblicata un'edizione speciale composta dalla confezione in digipak dell'album e il libretto stampato in formato A4.
Al disco sono seguiti il The Final Frontier World Tour, iniziato il 9 giugno 2010 a Dallas, e anche la distribuzione di due dischi promozionali: Coming Home (in versione ridotta) e la title track (senza l'inclusione di Satellite 15), quest'ultima accompagnata il 13 luglio dal relativo videoclip.

## Tracce
1. Satellite 15... The Final Frontier – 8:40 (Steve Harris, Adrian Smith)
2. El Dorado – 6:48 (Bruce Dickinson, Steve Harris, Adrian Smith)
3. Mother of Mercy – 5:20 (Steve Harris, Adrian Smith)
4. Coming Home – 5:52 (Bruce Dickinson, Steve Harris, Adrian Smith)
5. The Alchemist – 4:28 (Bruce Dickinson, Janick Gers, Steve Harris)
6. Isle of Avalon – 9:06 (Steve Harris, Adrian Smith)
7. Starblind – 7:48 (Bruce Dickinson, Steve Harris, Adrian Smith)
8. The Talisman – 9:03 (Janick Gers, Steve Harris)
9. The Man Who Would Be King – 8:28 (Steve Harris, Dave Murray)
10. When the Wild Wind Blows – 11:00 (Steve Harris)

Contenuti multimediali presenti nella Mission Edition
- The Final Frontier (Director's Cut)
- Interviste al gruppo realizzate da Sam Dunn e da Scot McFadyen
- Mission II: Rescue & Revenge (videogioco)
- Foto e sfondi

## Formazione
Gruppo
- Bruce Dickinson – voce
- Dave Murray – chitarra
- Adrian Smith – chitarra
- Janick Gers – chitarra
- Steve Harris – basso, tastiera
- Nicko McBrain – batteria

Produzione
- Kevin Shirley – produzione, missaggio
- Steve Harris – coproduzione
- Jared Kvitka – ingegneria del suono
- Terry Manning – tecnico in studio
- James McCullagh – assistenza tecnica
- Philip Scholes – SSL duality technician
- Bob Ludwig – mastering

## Successo commerciale
Durante il The Final Frontier World Tour, Bruce Dickinson spesso chiedeva ai fan di portare l'album al primo posto nelle classifiche musicali dei rispettivi paesi, cosa che è poi accaduta in ben 28 nazioni diverse. Si tratta del primo lavoro degli Iron Maiden ad aver debuttato alla prima posizione della Official Albums Chart dai tempi di Fear of the Dark del 1992, vendendo 44 385 copie nella sua prima settimana di pubblicazione. In aggiunta, The Final Frontier ha debuttato al quarto posto della Billboard 200, grazie a circa 63 000 copie vendute, regalando al gruppo la sua più alta posizione in classifica mai raggiunta negli Stati Uniti, eguagliata cinque anni dopo dal successivo The Book of Souls.
Alla fine della prima settimana di messa in vendita, l'album aveva già venduto oltre 800 000 copie nel mondo intero.

## Classifiche

### Classifiche settimanali
| Classifica (2010)          | Posizione massima |
| -------------------------- | ----------------- |
| Arabia Saudita             | 1                 |
| Australia                  | 2                 |
| Austria                    | 1                 |
| Belgio (Fiandre)           | 2                 |
| Belgio (Vallonia)          | 2                 |
| Brasile                    | 1                 |
| Bulgaria                   | 1                 |
| Canada                     | 1                 |
| Cile                       | 1                 |
| Colombia                   | 1                 |
| Croazia                    | 1                 |
| Danimarca                  | 1                 |
| Estonia                    | 1                 |
| Europa                     | 1                 |
| Finlandia                  | 1                 |
| Francia                    | 1                 |
| Germania                   | 1                 |
| Giappone                   | 5                 |
| Grecia                     | 1                 |
| India                      | 1                 |
| Irlanda                    | 6                 |
| Islanda                    | 1                 |
| Italia                     | 1                 |
| Messico                    | 1                 |
| Norvegia                   | 1                 |
| Nuova Zelanda              | 1                 |
| Paesi Bassi                | 2                 |
| Polonia                    | 3                 |
| Portogallo                 | 1                 |
| Regno Unito                | 1                 |
| Regno Unito (rock & metal) | 1                 |
| Repubblica Ceca            | 1                 |
| Russia                     | 1                 |
| Singapore                  | 5                 |
| Spagna                     | 1                 |
| Stati Uniti                | 4                 |
| Stati Uniti (hard rock)    | 1                 |
| Stati Uniti (rock)         | 2                 |
| Stati Uniti (tastemaker)   | 1                 |
| Svezia                     | 1                 |
| Svizzera                   | 1                 |
| Turchia                    | 1                 |
| Ungheria                   | 1                 |

### Classifiche di fine anno
| Classifica (2010)       | Posizione |
| ----------------------- | --------- |
| Austria                 | 63        |
| Belgio (Fiandre)        | 100       |
| Europa                  | 26        |
| Finlandia               | 10        |
| Francia                 | 115       |
| Germania                | 58        |
| Italia                  | 64        |
| Regno Unito             | 147       |
| Stati Uniti (hard rock) | 28        |
| Svezia                  | 17        |
| Svizzera                | 49        |
| Ungheria                | 92        |